# Mambietowo
Mambietowo (ros. Мамбетово) – wieś (dieriewnia) w Rosji, w Baszkortostanie, w rejonie chajbullińskim. W 2010 liczyła 529 mieszkańców.